# أولكساندر زافاروف
أولكساندر زافاروف، من مواليد 20 أبريل 1961، لاعب كرة قدم سوفيت أوكراني سابق، ومدرب كرة قدم أوكراني حالي.
لعب مع منتخب الاتحاد السوفيتي لكرة القدم.

## وصلات خارجية
- ألكساندر زافاروف على موقع الاتحاد الدولي (مؤرشف)  (الإنجليزية)
- ألكساندر زافاروف على موقع الاتحاد الأوربي (الإنجليزية)
- ألكساندر زافاروف على موقع قاعدة بيانات كرة القدم.إي يو (الإنجليزية)
- ألكساندر زافاروف على موقع ناشيونال فوتبول تيمز (الإنجليزية)
- ألكساندر زافاروف على موقع Soccerway.com (الإنجليزية)
- ألكساندر زافاروف على موقع عالم كرة القدم.نت (الإنجليزية)